# Desforestació
|  | Per a altres significats, vegeu «desforestació (informàtica)». |

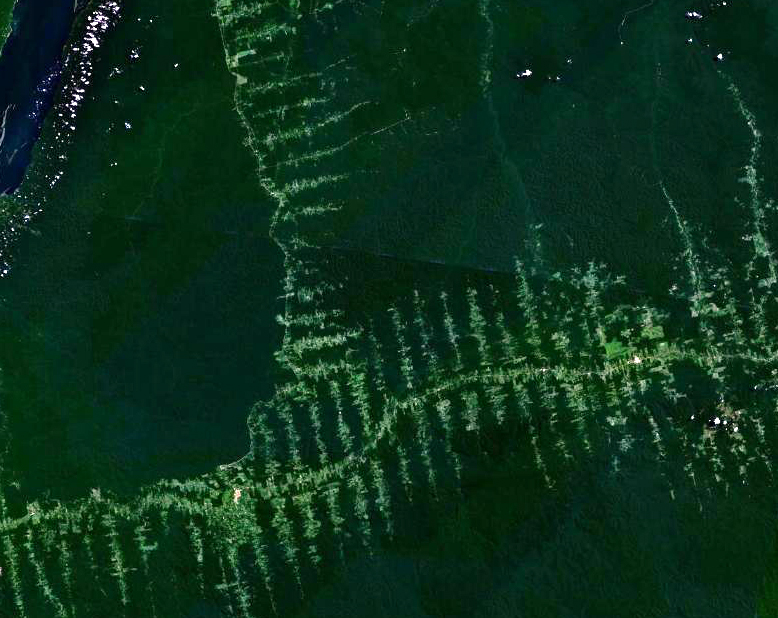
Imatge presa des d'un satèl·lit en què es pot veure el procés de desforestació de l'Amazones

La desforestació és un procés de desaparició dels boscos i masses forestals, fonamentalment causada per l'activitat humana. Està directament provocada per l'acció humana sobre la natura, principalment a conseqüència de les talles realitzades per la indústria fustera, així com per a l'obtenció de sòl per a cultius agrícoles amb pràctiques com l'artigatge.
En els països més industrialitzats, es produeixen altres agressions, com la pluja àcida, que comprometen la supervivència dels boscos, situació que es vol controlar mitjançant l'exigència de requisits de qualitat per als combustibles, com la limitació del contingut de sofre.
En els països menys industrialitzats, les masses boscoses es redueixen any rere any, mentre que en els països industrialitzats s'estan recuperant gràcies a les pressions socials, reconvertint-se els boscos en atractius turístics i llocs d'esbarjo.
Mentre que la tala d'arbres de la selva tropical atreu cada vegada més l'atenció, els boscos secs tropicals s'estan perdent en una taxa substancialment major, sobretot com a resultat de les tècniques emprades de tala i crema per a ser reemplaçades per cultius. La pèrdua de la biodiversitat es correlaciona generalment amb la tala d'arbres.
El primer pas negatiu cap a l'erosió artificial de la natural la realitzem els humans quan dúiem a terme accions tendents a alterar i destruir la vegetació natural per ajustar-nos a les necessitats humanes. En paraules de l'autor J.A. Gallego Serna, altres causes que incideixen en els fenòmens erosius són: el pasturatge abusiu, la rompuda de terrenys amb excessius pendents i el mal ús de les tècniques agrícoles.
Quan el sòl es queda sense coberta vegetal el seu procés de destrucció és simple. Durant les estacions seques el vent arrossega les capes de sòl fèrtil, molts cops en forma de tempestes de pols. De la mateixa forma, durant les estacions plujoses, l'aigua és l'encarregada d'arrossegar la superfície del sòl des dels vessants de les muntanyes cap als plans i pantans. Així, l'escorriment va realitzant esquerdes i a poc a poc forma rases i barrancs, que a la vegada augmenten l'erosió.
Dels fets exposats s'extreu que a Espanya es pot deduir que més del 25% de la superfície del territori Nacional (13.034,682 hectàrees) sofreixen fenòmens greus d'erosió. A aquesta superfície se n'ha d'afegir altres, (13.923.342 hectàrees) més del 27% del sòl del país, que ja està afectat per l'erosió moderada. La conclusió és que més del 50% del territori espanyol es veu afectat de forma important per l'erosió.

## Causes de la desforestació
La desforestació és causada en major part per accions humanes i en menor mesura, per combinacions de causes humanes i naturals. En primer lloc, hem de tenir en compte que la desforestació no és sinònim de talla, perquè aquesta pot ser ocasionada per incendis forestals accidentals o intencionats o per la sobrepastura, ja que aquest impedeix el creixement de nous arbres.
Satisfer necessitats humanes és el causant de la desforestació des de fa moltíssims anys. Al respecte existeixen sis principals activitats enfocades a la satisfacció de necessitats, per causa de les quals es desforesta milions d'hectàrees a l'any:
- Explotació forestal: té el propòsit d'extreure els recursos forestals per obtenir fusta, combustible i altres productes. És la primera causa de desforestació.
- Agricultura i ramaderia: els encarregats d'aquesta activitat requereixen grans espais per crear plantacions i criar bestiar. Per això, solen aplicar un procés conegut com a "tala i crema" que consisteix precisament en talar i cremar els arbres.
- Mineria: excavar les mines per obtenir minerals metàl·lics o pedres precioses altament valorades al món requereix talar la vegetació circumdant per construir les mines i facilitar el pas dels camions de transport.
- Urbanització: el creixement de la població involucra la tala d'arbres per construir nous edificis, així com carreteres o altres formes d'infraestructura urbana.
- Tala il·legal. En una infinitat d'ocasions, les persones violen les lleis de regulació de tala quan sostreuen més del compte o adquireixen espècies que estan protegides per diverses raons. De fet, la tala il·legal és més freqüent que la tala legal.

## Efectes de la desforestació
Els efectes de la desforestació són notoris a tot el món. La prova és un estudi per l'investigador Kim Naudts del laboratori de ciències del clima i el Medi ambient on entreveu que tot i que a Europa la cobertura arbòria esta augmentant, el fet que només es plantin certes espècies esta provocant uns efectes contraproduents. Des de 2010 un 85% dels boscos europeus són gestionats per l'home, que té predilecció per boscos amb un major valor comercial. Així doncs, els boscos frondosos s'han reduït en 436.000 km² des de l'any 1850.
En aquest apartat durem a terme una anàlisi de fets actuals que han tingut efecte en la desforestació de la fauna autòctona:
- La demanda creixent d'Oli de palma per part de grans corporacions d'aliments, la cosmètica i de biocombustibles,  impulsa la destrucció a gran escala de torberes i selves tropicals. La degradació i crema de boscos de torberes a Indonesia causa a l'any l'emissió de 1800 milions de tones (Gt) de gasos amb efecte d'hivernacle.[4]
- La revista Time senyala l'expansió de la soja com a motiu de desforestació desenfrenada. Avui en dia a Paraguai, més de la meitat de la terra agrícola s'utilitza per aquest cultiu. Les plantacions no només estan tenint repercussions mediambientals sinó també socials pel creixement de la mecanització i la disminució progressiva del cost de la mà d'obra.[5]
- Molts boscos i altres ecosistemes naturals són encara substituïts per plantacions d'arbres de creixement ràpid per la indústria del paper. Destaca Indonèsia per ser el tercer país emissor de gasos amb efecte d'hivernacle per desforestació.

Avui en dia, la producció de béns o aliments afronta grans problemes: un mercat de consumidors amb un creixement incessant, una diversificació dels gustos dels demandants, un increment de les zones de producció de biocombustibles que competeixen amb la producció d'aliments, una acceleració en la taxa de desforestació en zones sensibles i un augment indiscriminat de emissions de metà a l'atmosfera.
En aquest escenari global, la producció animal i el benestar s'enfronten al repte de massificar la producció d'aliments i béns en contrapartida a la situació social de la població. Hem de tenir en compte des del punt de vista econòmic, social, ambiental i del benestar animal que la modificació de qualsevol sistema de producció respon al consumidor, per tant, es converteixen en l'eix decisiu sobre el qual es pot treballar per la consecució d'aliments ètics, socialment responsables, sostenibles amb el medi ambient i pel benestar animal.

## Conseqüències de la desforestació

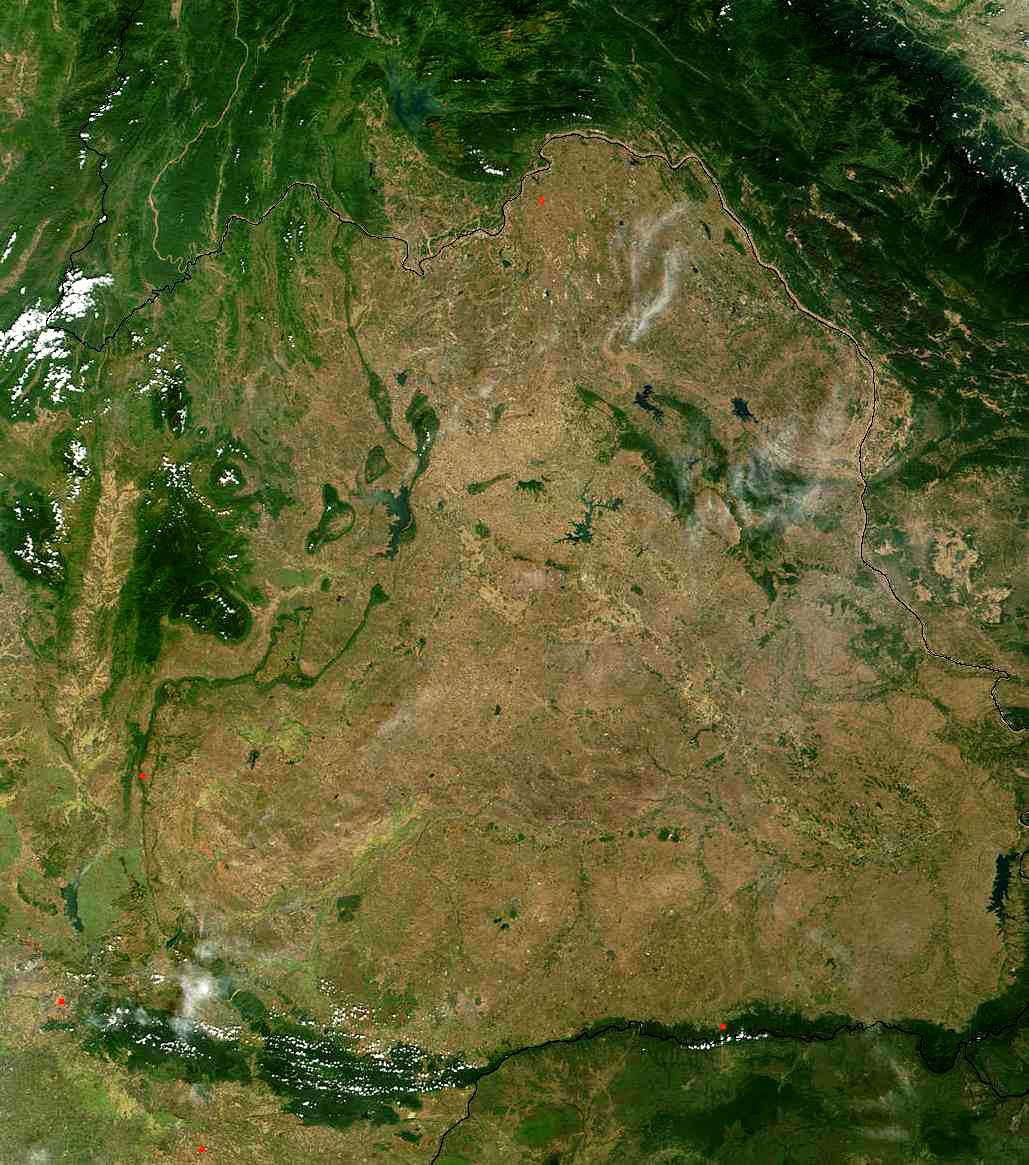
Vista de satèl·lit de l'altiplà de Khorat: les fronteres amb Laos i Cambodja són ben visibles a causa de la desforestació gairebé total de l'Isaan

Una de les conseqüències importants de la desforestació, fonamentalment provocada per la creació de nous espais agrícoles, és que moltes vegades es realitzen en llocs que són cabdals per al desenvolupament d'algunes espècies en perill d'extinció, o úniques d'aquest lloc i, moltes vegades, els mateixos boscos que es talen són una important font hídrica. En la nomenclatura usada en ecologia, aquest procés s'anomena fragmentació o destrucció de l'hàbitat.
Una altra conseqüència de la desforestació és la desaparició d'organismes amb una intensa capacitat de retenir diòxid de carboni atmosfèric i es redueix la capacitat del medi d'absorbir les enormes quantitats d'aquest gas que ocasiona l'efecte d'hivernacle, i s'accentua el problema de l'escalfament global.
Com a mitjà de contenció, diversos organismes internacionals proposen la reforestació, mesura parcialment acceptada pels moviments ecologistes, en entendre aquests que en la repoblació s'ha de considerar no únicament l'eliminació del diòxid de carboni sinó, a més a més, la biodiversitat de la zona a repoblar.
En produir la tala o crema, desapareix l'efecte esponja que produeixen els boscos; els rius van alternant els seus règims i això perjudica les persones que els utilitzen per al reg, energia i abastament d'aigua potable a les ciutats; afavoreix el rentat dels sòls durant les precipitacions, els sediments que arrossega van a parar als rius i escurcen la vida de les obres; per exemple, quan es dipositen als embassaments. A més a més, reomplen els pantans i els rius, fet que n'afavoreix el desbordament, i ocasiona greus inundacions.
Es modifica el clima del lloc; a la resta de la selva o bosc, li queda menys capacitat per a retenir la humitat, fet que provoca un clima menys humit que perjudica els cultius pels quals foren talats els arbres.

## Escalfament global a conseqüència de la desforestació
Quan s'elimina un bosc i el terreny és destinat per exemple, a l'explotació agrícola o ramadera, disminueix en gran manera la capacitat de la superfície terrestre per controlar el seu propi clima i la composició química.
Un dels problemes actuals és com incideix la desforestació en el escalfament global. Els boscos són necessaris pel equilibri ecològic i la biodiversitat, limita l'erosió de les conques hidrogràfiques i influeix amb el temps i el clima.
La principal causa del escalfament global és el gas hivernacle, aquest gas és conseqüència de diferents gasos, però el que més contribueix és el diòxid de carboni el qual es produeix per la desforestació, la crema de combustibles fòssils, ramaderia entre d'altres. En aquesta línia, els boscos desenvolupen un paper tan essencial en la mitigació del canvi climàtic, degut a la seva capacitat d'absorbir el diòxid de carboni atmosfèric, que es calcula que la desforestació i els canvis en el sòl equivalen actualment a més del 20% de les emissions antròpiques de gasos d'efecte hivernacle o inclús el doble en alguns països tropicals.
Segons les Nacions Unides la seva preservació és de vital importància, ja que proporcionen subsistència a més de 15000 persones, especialment en els països menys industrialitzats i són la llar de més del 80% de la biodiversitat terrestre, en la mateixa mesura el equilibri climàtic global també depèn d'aquest.
Per tant, la desforestació produeix un cercle viciós: contribueix a augmentar el canvi climàtic, el qual afecta els boscos pel augment de la temperatura i el canvi dels patrons i intensitat de les pluges. Alguns estudis han demostrat que un increment de tan sols un 2% en la temperatura mitjana i una disminució del 10% en les precipitacions afectaria greument a la vegetació i als climes temperats.
Els humans hem de tenir en compte que sense el medi vegetal, l'existència dels essers humans a la terra seria impensable pel què s'haurà de prendre mesures per no acabar vivint en un planeta quasi desèrtic.

## Solucions contra la desforestació
Conèixer les solucions per a la desforestació ens pot ajudar a reduir en gran manera aquest problema, ja que tindrem constància de les possibles mesures que podrem realitzar per col·laborar i contribuir a mantenir els boscos en condicions òptimes.
Podem veure com s'estan implantant solucions a aquest greu problema, cada cop les persones estan més conscienciades de que la tala de boscos és un factor important en el canvi climàtic. L'acord de París, adoptat per 195 parts en la Convenció de les Nacions Unides sobre el canvi climàtic va ser un punt important en reconèixer que els boscos són fonamentals en la lluita contra el canvi climàtic.
Congo, Gabon, Indonesia, Kenia, Malàcia, Mèxic i Corea del Sud s'han compromès ha reduir les seves emissions a més del 25% dels seus nivells habituals d'activitat. Una opció interessant és la utilització de la dendroenergia i dels productes fusters per reemplaçar als diversos productes fòssils.
Per altra banda, per poder assolir la seguretat alimentària davant l'escenari de canvi climàtic en el que estem immersos és necessària una profunda transformació dels països desenvolupats. En aquest procés haurem de tenir en compte la sinergia entre la capacitat d'adaptació i les oportunitats de mitigació que ofereix la pràctica de models basats en una agricultura sostenible o una agricultura climàticament intel·ligent Arxivat 2016-12-28 a Wayback Machine. en la qual es tenen en compte les pràctiques tradicionals i l'aposta per la biodiversitat.
En aquesta línia, els mecanismes basats en el mercat han demostrat ser una font de finançament molt problemàtic per l'atenuació del canvi climàtic en termes d'equitat, eficiència i eficàcia ambiental i social. Afortunadament hi ha molts altres enfocaments no basats en el mercat per resoldre el problema de la desforestació i la degradació de boscos que han demostrat que funcionen, no solament des d'una perspectiva ambiental, sinó també des d'un punt de vista social, cultural i econòmic.
Fonamentalment, el món està arribant a un punt d'inflexió en les estratègies de desenvolupament on ja no és necessari la tala de boscos per produir més aliments. Segons un estudi de la FAO, més de 20 països han demostrat de manera convincent que el augment de la producció agrícola i la seguretat alimentaria no és en absolut incompatible amb la protecció dels boscos. Si més països segueixen aquest exemple seria una de les accions més importants en pro de la mitigació del canvi climàtic i de la sostenibilitat del planeta.